# Liselotte Meyer-Fröhlich
Liselotte Meyer-Fröhlich (* 9. Juli 1922 in Zürich; † 26. April 2014 ebenda) war eine Schweizer Juristin und Zürcher Stadtpolitikerin (FDP).
Meyer-Fröhlich gehörte dem Zürcher Gemeinderat (dem Stadtparlament) an und präsidierte als erste Frau dessen Geschäftsprüfungskommission. Politisch engagierte sie sich für das Frauenstimmrecht, den straflosen Schwangerschaftsabbruch und für Opfer häuslicher Gewalt; unter anderem war sie Stiftungsrätin des Frauenhaus Zürich und Präsidentin der Frauenzentrale.